# Leucania lutetypica
Leucania lutetypica är en fjärilsart som beskrevs av Tutt 1904. Leucania lutetypica ingår i släktet Leucania och familjen nattflyn. Inga underarter finns listade i Catalogue of Life.